# Valentine Telegdi
Valentine Telegdi (em húngaro:  Telegdi Bálint; Budapeste, 11 de janeiro de 1922 — Pasadena, 8 de abril de 2006) foi um físico estadunidense nascido na Hungria.
Foi professor de física da Universidade de Chicago antes de estabelecer-se no Instituto Federal de Tecnologia de Zurique. Após aposentar-se trabalhou na Organização Europeia para a Investigação Nuclear (CERN) e no Instituto de Tecnologia da Califórnia.
Presidiu o comitê de política científica do CERN de 1981 a 1983. Foi laureado com o Prêmio Wolf de Física em 1991, juntamente com Maurice Goldhaber. Foi membro estrangeiro da Royal Society.